# Yevhen Braslavets
Yevhen Braslavets –en ucraniano, Євген Браславець– (Dnipropetrovsk, URSS, 11 de septiembre de 1972) es un deportista ucraniano que compitió en vela en la clase 470. 
Participó en tres Juegos Olímpicos de Verano, entre los años 1996 y 2004, obteniendo una medalla de oro en Atlanta 1996, en la clase 470 (junto con Ihor Matviyenko), y el sexto lugar en Sídney 2000.
Ganó dos medallas en el Campeonato Mundial de 470, oro en 2001 y bronce en 2000, y dos medallas en el Campeonato Europeo de 470, oro en 2001 y plata en 1997.

## Palmarés internacional
| \| Juegos Olímpicos \| Juegos Olímpicos \| Juegos Olímpicos \| Juegos Olímpicos \| \| Año \| Lugar \| Medalla \| Clase \| \| ------------------ \| ------------------------ \| ----------------- \| ---------------- \| \| 1996 \| Atlanta (Estados Unidos) \| Medalla de oro \| 470 \| \| Campeonato Mundial \| \| \| \| \| Año \| Lugar \| Medalla \| Clase \| \| 2000 \| Balatonfüred (Hungría) \| Medalla de bronce \| 470 \| \| 2001 \| Koper (Eslovenia) \| Medalla de oro \| 470 \| \| Campeonato Europeo \| \| \| \| \| Año \| Lugar \| Medalla \| Clase \| \| 1997 \| Nieuwpoort (Bélgica) \| Medalla de plata \| 470 \| \| 2001 \| Dún Laoghaire (Irlanda) \| Medalla de oro \| 470 \| |                          |                   |       |
| Juegos Olímpicos |                          |                   |       |
| Año | Lugar                    | Medalla           | Clase |
| 1996 | Atlanta (Estados Unidos) | Medalla de oro    | 470   |
| Campeonato Mundial |                          |                   |       |
| Año | Lugar                    | Medalla           | Clase |
| 2000 | Balatonfüred (Hungría)   | Medalla de bronce | 470   |
| 2001 | Koper (Eslovenia)        | Medalla de oro    | 470   |
| Campeonato Europeo |                          |                   |       |
| Año | Lugar                    | Medalla           | Clase |
| 1997 | Nieuwpoort (Bélgica)     | Medalla de plata  | 470   |
| 2001 | Dún Laoghaire (Irlanda)  | Medalla de oro    | 470   |